# 廚師的迫降：客家廚房
《廚師的迫降:客家廚房》（韓語：셰프의 불시착：하카의 부엌），是台灣客家電視台與韓國新媒體娛樂製作公司3Y CORPORATION共合製的客家實境節目。由韓國偶像團體Super Junior隊長利特、國民主廚李元日、金鐘影帝温昇豪、跨界桌球國手江宏傑、韓國YouTuber Judy，以及女團tripleS的Nien共同在臺灣開設首間【韓國x客家料理】餐廳。2024年12月6日起每週五晚間8點於客家電視首播。LINE TV於2025年2月2日起全集上架。2025年5月5日於節目facebook粉絲專頁宣佈製作第二季。

## 廚房成員
第一季成員
| 成員   | 職位       | 背景                        |
| ------ | ---------- | --------------------------- |
| 利特   | 老闆       | Super Junior隊長            |
| 李元日 | 主廚       | 韓國廚師                    |
| 温昇豪 | 經理       | 台灣客家裔演員              |
| 江宏傑 | 二廚       | 台灣男子桌球選手            |
| Judy   | 外場服務生 | 韓國YouTuber                |
| 許念慈 | 外場服務生 | 韓國女子團體tripleS S13成員 |

第二季成員
| 成員   | 職位 | 背景             |
| ------ | ---- | ---------------- |
| 利特   | 老闆 | Super Junior隊長 |
| 李元日 | 主廚 | 韓國廚師         |
| 温昇豪 | 經理 | 台灣客家裔演員   |
| 江宏傑 | 二廚 | 台灣男子桌球選手 |
|        |      |                  |
|        |      |                  |

## 廚房開設地
第一季
台灣
苗栗縣三灣鄉-阿戊嫂的店、桃園棒球場場外餐車
韓國
某飯店
第二季
韓國
台灣

## 分集內容

### 第一集（2024年12月6日）
被迫降臨客庄的他們？全員集合！

### 第二集（2024年12月13日）
倒數計時！開業前的準備計劃

### 第三集（2024年12月20日）
首次營業START！

### 第四集（2024年12月27日）
太「蝦」？吵吵鬧鬧的營業日！

### 第五集（2025年1月3日）
金曲歌王歌后登門，還出現盲劍客？？

### 第六集（2025年1月10日）
計劃發起人再登場，快閃店的熄燈倒數！

### 第七集（2025年1月17日）
어머棒球場出現「特漢堡」？！

### 第八集（2025年1月24日）
五星飯店的驚喜！客家料理躍升高級套餐?

### 第九集（2025年1月31日）
究竟，在韓國開客家餐廳，能成功嗎？

## 外部連結
- 客家電視台官方網站 （页面存档备份，存于）
- 廚師的迫降：客家廚房FB